# Ivorá
Ivorá là một đô thị thuộc bang Rio Grande do Sul, Brasil. Đô thị này có diện tích 122,887 km², dân số năm 2007 là 2378 người, mật độ 19,35 người/km².